# Limitations de vitesse au Kazakhstan
Au Kazakhstan (abréviation officielle: KZ), les limitations de vitesse sont les suivantes :
- 60 km/h en ville[1]
- 70[2] ou 90 km/h[1] hors agglomération
- 90 km/h sur voie rapide[1],[2]
- 120 km/h[2] sur autoroute (90 km/h pour les transports routiers[1])